# Pitcairn PCA-2
Pitcairn PCA-2 var en autogiro med fyrbladig rotor, som utvecklades i USA i början av 1930-talet av Pitcairn-Cierva Autogiro Company. Den tillverkades i 20–30 exemplar och var Harold Frederick Pitcairns första autogiromodell som såldes i antal. Han hade 1929 köpt licensrätt för USA för Juan de la Ciervas autogiropatent. 
PCA-2 var den första autogiron som fick typregistrering i USA. Tändstiftstillverkaren Champion använde en Pitcairn PCA-2 för reklamändamål 1931 och 1932 under namnet "Miss Champion".  Den flög över 10.000 kilometer 1931. Denna autogiro har restaurerats och visas på EAA AirVenture Museum i Oshkosh i Wisconsin. Andra PCA-2-maskiner är utställda på Henry Ford Museum of American Innovation i Dearborn, Michigan och Canada Aviation and Space Museum i Ottawa i Kanada.

## Bildgalleri

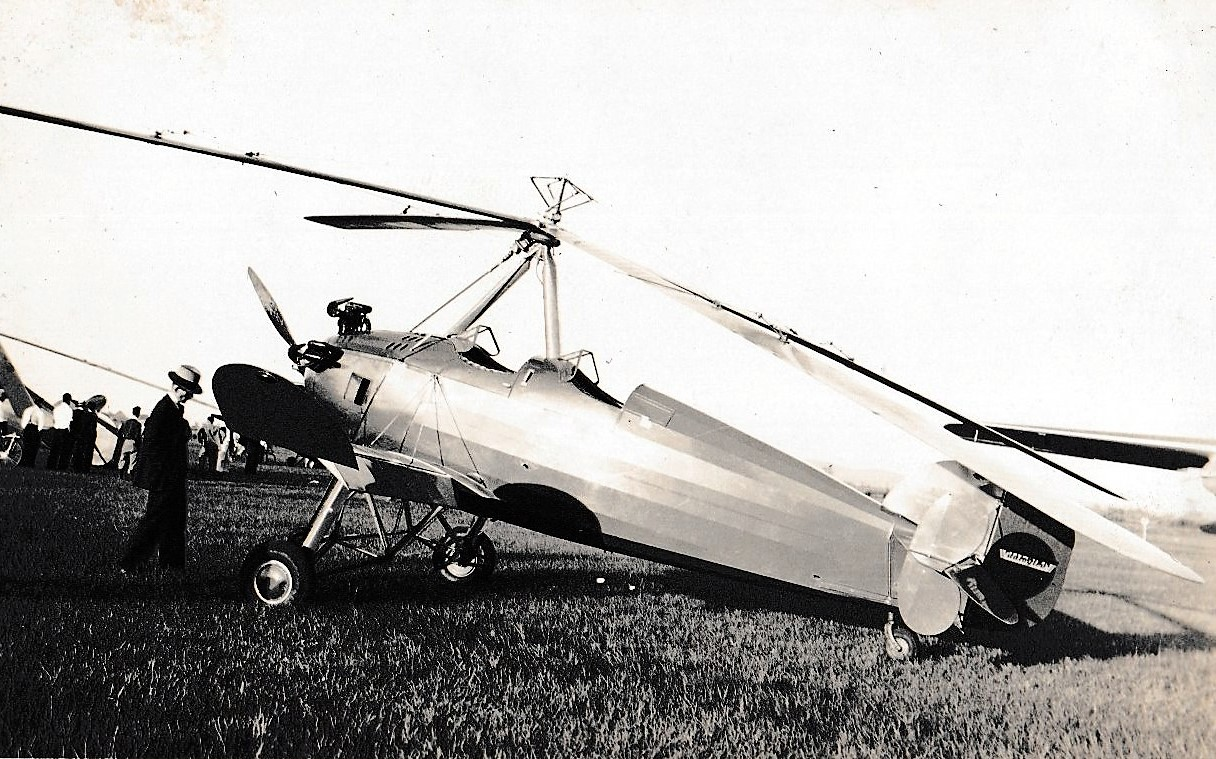
Pitcairn autogiro NC-12681 i Quebec i Kanada, 1932
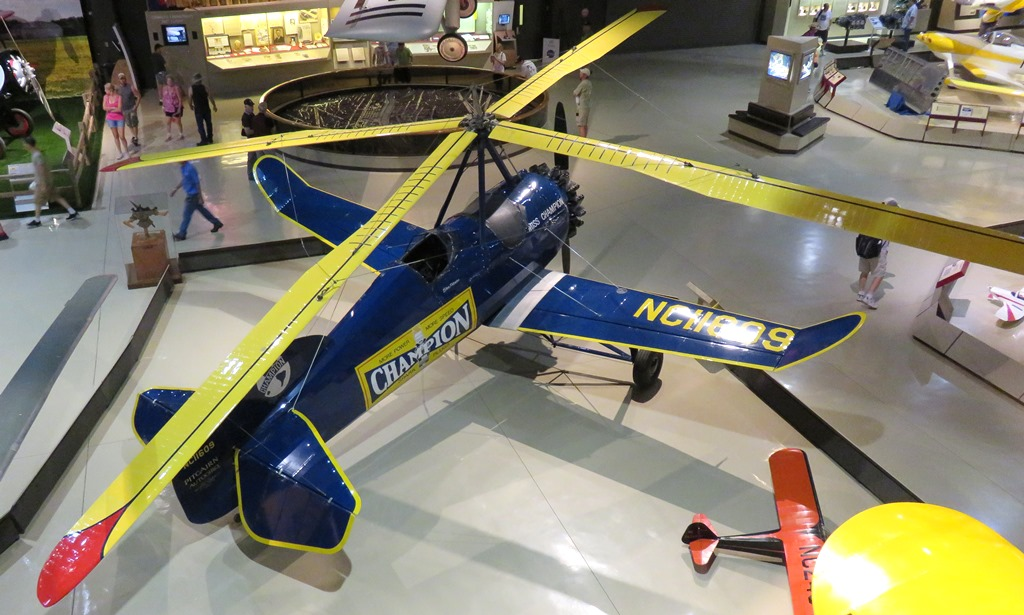
Pitcairn PCA-2 "Miss Champion" på EAA AirVenture Museum i Oshkosh i Wisconsin
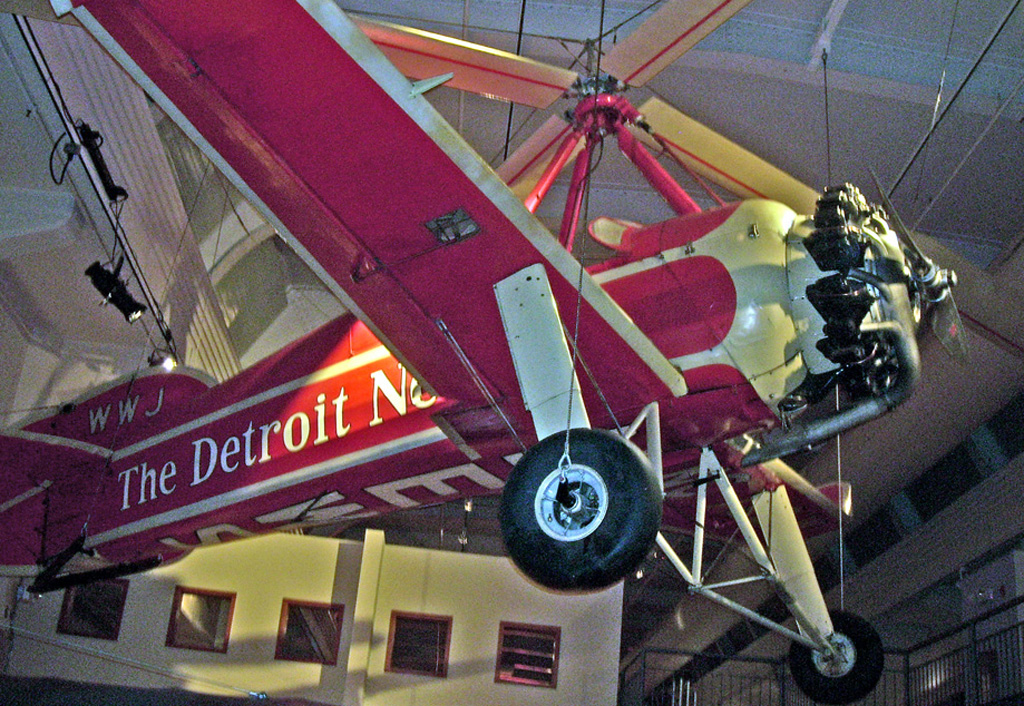
PCA-2 på  Henry Ford Museum of American Innovation i Dearborn i Michigan i USA